# Revista de Fizică și Chimie
Revista de Fizică și Chimie a fost o publicație lunară destinată elevilor din clasele V - XII, care conținea articole de popularizare a științei.

## Indexul articolelor

### Anul XXIII, 1986

#### Ianuarie
- Geometria unor nori electronici din atomi și molecule (Gavril Niac, Ossi Harovitz)
- Mișcarea pe plan înclinat (Mircea Fronescu, Stelian Ursu)
- Destinul energiei nucleare (Amarelia Filip)
- Câteva considerente asupra noțiunii de masă efectivă (Lucia Ursu, Stelian Ursu)
- Unele considerații asupa teoriei cinetice a gazelor (Dincă Serafim)
- Montajul Boucherot (Corutui Mihai, Gherbanovschi Nicolae)
- Coloranții azoici (Gorduza Valeria, Voinea Ana)

#### Februarie
- Trasarea curbei de magnetizare inițială și a ciclului de histerzis în circuit deschis prin metoda balictică (Vasile Mihai, București, Pușcașu Ion)
- Oxizii carbonului și hidrogenul - materiile prime ale chimiei viitorului (Florita Șerban)
- Mișcarea pe plan înclinat cu frecare (Fronescu Mircea, Ursu Stelian)
- Oscilatorul sinusoidal în rotație (Gherbanovschi Nicolae, Ursu Stelian)
- Principii optice în corecția cu lentile de contact (Filip Amarelia, Filip M.)
- Folosirea globurilor în experiențe de fizica (Hursh Peter)
- Relații între structura atomului și structura sistemului periodic (Muciucioara Elisabeta)

#### Martie
- Pe urmele cometei Halley cu astrograful cu o oglindă sferică (Scurtu Virgil)
- Acrilonitrilul(prof. Radu Cornelia, Giurgiu)
- Dreapta de sarcină pentru un tranzistor (Coruțiu Mihai)
- Stabilirea legii atracției universale plecând de la legile lui Kepler (Florea Mariana)
- Secțiunea eficace de ciocnire în sondarea atomilor (Stoicescu Rodica)
- Potențial Redox (Zolotco Elena)
- Elementele tranziționale d și f (Balan Marioara)
- Apicații ale combinatoricii în chimie (Ghiuru Ion)

#### Aprilie
- Particulele elementare și gravitația în fizica actuală  (Carmen-Iuliana Ciubotariu)
- Structura chimică și radioactivitatea (Cojocaru Lia)
- Principiul lui Fermat (Popa Daniela, Popa Sever)
- Bobinele Helmholtz (Gherbanovschi Nicolae, Corutiu Mihai)
- Procese Redox (Mărazan Cornelia)
- Depunerea nichelului pe piesele de oțel (Botezatu Gratiela)
- Sisteme de ecuații în chimie (Stancu Patruica)

#### Mai
- Geometria unor nori electronici din atomi și molecule (Gavril Niac, Ossi Harovitz)
- Metrul și viteza luminiiGheorghiu Octav
- Fenomene tranzitorii în circuitele electrice(Tusaliu Virginia)
- Aspecte fizice ale economisirii energiei termice(Bulgarea Ana-Maria)